# 체인지 업 (영화)
《체인지 업》(영어: The Change-Up)은 2011년에 공개된 미국의 판타지 로맨틱 코미디 영화이다. 라이언 레이놀즈와 제이슨 베이트먼이 어느 날 갑자기 서로 몸이 뒤바뀌는 두 절친을 연기하였다.

## 줄거리
애틀랜타 변호사 데이브는 좋은 대학을 나와 미인 아내와 결혼했지만 자녀 셋 육아에 지쳐버렸고 선택이 제한된 삶을 답답해한다. 절친 미치는 소프트코어 포르노그래피 따위를 찍지만 여러 여성들과 관계하며 아무 책임도 지지 않는 미혼의 삶을 즐긴다.  
서로의 인생을 부러워하던 데이브와 미치는 같이 술을 마신 날 동시에 분수에 오줌을 누면서 상대의 삶을 대신 살고 싶다고 소망한다. 다음 날 아침 두 사람은 소원이 성취되어 몸이 서로 뒤바뀌었다는 걸 알게 된다. 다시 분수가 있던 자리를 찾아가보니 분수는 그 사이 철거가 되었고 어디로 옮겨졌는지 알 수가 없는 상태. 할 수 없이 미치와 데이브는 분수의 행방을 찾을 때까지 상대방의 삶을 살아가기로 한다.   

## 출연
- 라이언 레이놀즈 - 미첼 "미치" 플랭코 주니어 역
- 제이슨 베이트먼 - 데이비드 "데이브' 록우드 역
- 레슬리 맨 - 제이미 록우드 역
- 올리비아 와일드 - 서브리나 매케이 역
- 앨런 아킨 - 미첼 "미치" 플랭코 시니어 역
- 머세이아 먼로 - 타티아나 역
- 그레고리 잇진 - 플레밍 스틸 역
- 네드 슈밋키 - 시어도어 "테디" "테드" 노턴 역
- 댁스 그리핀 - 머리에 드라이를 한 깡패 역할 배우 역
- 크레이그 비어코 - 볼탠 역
- 프레드 스톨러 - 영화 촬영장 비서 역
- TJ 하산 - 카토 역

## 기타 제작진
- 배역: 리사 비치, 세라 캐츠먼
- 의상: 베치 하이먼
- 분장 부문: 일레인 L. 오퍼스
- 조감독: 조너선 맥게리

## 같이 보기
- 대역전 (1983)
- 멀티플리시티 (1996)
- 핫 칙 (2002)
- 프리키 프라이데이 (2003)